# Francis Renaud
Francis Renaud (Thionville, 27 settembre 1967) è un attore francese.

## Filmografia

### Attore

#### Cinema
- L'invité surprise, regia di Georges Lautner (1989)
- La vieille qui marchait dans la mer, regia di Laurent Heynemann (1991)
- Les 3 méchants loups, regia di Laurent Mialaret - cortometraggio (1993)
- François vous aime, regia di Frédéric Tachou - cortometraggio (1993)
- Carences, regia di David Rozenberg (1994)
- Pigalle, regia di Karim Dridi (1994)
- Ognuno cerca il suo gatto (Chacun cherche son chat), regia di Cédric Klapisch (1996)
- Parfait amour!, regia di Catherine Breillat (1996)
- Il piacere e i suoi piccoli inconvenienti (Le plaisir (et ses petits tracas)), regia di Nicolas Boukhrief (1998)
- Cantique de la racaille, regia di Vincent Ravalec (1998)
- Du bleu jusqu'en Amérique, regia di Sarah Lévy (1999)
- Un possible amour, regia di Christophe Lamotte (20)
- Gangsters, regia di Olivier Marchal (2002)
- Il codice (La mentale), regia di Manuel Boursinhac (2002)
- Retour en ville, regia di Karim Canama - cortometraggio (2002)
- Des plumes dans la tête, regia di Thomas De Thier (2003)
- Coup double, regia di Bruno Delahaye - cortometraggio (2003)
- I fiumi di porpora 2 - Gli angeli dell'Apocalisse (Les Rivières pourpres II: Les anges de l'apocalypse), regia di Olivier Dahan (2004)
- 36 Quai des Orfèvres, regia di Olivier Marchal (2004)
- Anna M., regia di Michel Spinosa (2007)
- Scorpion, regia di Julien Seri (2007)
- Chrysalis, regia di Julien Leclercq (2007)
- Le deuxième souffle, regia di Alain Corneau (2007)
- L'ultima missione (MR 73), regia di Olivier Marchal (2008)
- Babylone, regia di Simon Saulnier - cortometraggio (2008)
- Mutants, regia di David Morlet (2009)
- Joueuse, regia di Caroline Bottaro (2009)
- Fuga d'amore (R.T.T.), regia di Frédéric Berthe (2009)
- Monsieur Papa, regia di Kad Merad (2011)
- Le diable dans la peau, regia di Gilles Martinerie (2011)
- A Gang Story (Les Lyonnais), regia di Olivier Marchal (2011)
- Aux yeux de tous, regia di Cédric Jimenez e Arnaud Duprey (2012)
- Il cecchino (Le Guetteur), regia di Michele Placido (2012)
- Paris Countdown (Le Jour attendra), regia di Edgar Marie (2013)
- Aux yeux des vivants, regia di Alexandre Bustillo e Julien Maury (2014)
- Disparue en hiver, regia di Christophe Lamotte (2014)
- Sisters, regia di Michelle Figlarz e Carole Nouchi - cortometraggio (2015)
- Vaurien, regia di Mehdi Senoussi (2018)
- Papi Sitter, regia di Philippe Guillard (2020)
- Rogue City (Bronx), regia di Olivier Marchal (2020)
- Overdose, regia di Olivier Marchal (2022)

#### Televisione
- Mon dernier rêve sera pour vous, regia di Robert Mazoyer – miniserie TV, 1 episodio (1989)
- Les filles de Caleb – serie TV, 7 episodi (1990)
- Les intrépides – serie TV, 1 episodio (1993)
- Seconde B – serie TV, 1 episodio (1993)
- Un pull par dessus l'autre, regia di Caroline Huppert – film TV (1993)
- Le dernier tour, regia di Thierry Chabert – film TV (1994)
- 3000 scénarios contre un virus – serie TV, 1 episodio (1995)
- Docteur Sylvestre – serie TV, 1 episodio (1996)
- Quai nº 1 – serie TV, 1 episodio (1997)
- Commissario Navarro (Navarro) – serie TV, 1 episodio (1997)
- Bob Million, regia di Michaël Perrotta – film TV (1997)
- Chercheur d'héritiers – serie TV, 1 episodio (1998)
- Il commissario Cordier (Les Cordier, juge et flic) – serie TV, 1 episodio (1999)
- Scénarios sur la drogue – serie TV, 1 episodio (2000)
- Combats de femme – serie TV, 1 episodio (2000)
- Police District – serie TV, 3 episodi (2000)
- Petit Ben, regia di Ismaël Ferroukhi – film TV (2000)
- Contre la montre, regia di Jean-Pierre Sinapi – film TV (2000)
- Dérives, regia di Christophe Lamotte – film TV (2001)
- Vertiges – serie TV, 1 episodio (2002)
- Alex Santana, négociateur – serie TV, 1 episodio (2004)
- Louis Page – serie TV, 1 episodio (2004)
- Zodiaque, regia di Claude-Michel Rome – miniserie TV, 4 episodi (2004)
- Fabien Cosma – serie TV, 1 episodio (2005)
- Le cri, regia di Hervé Baslé – miniserie TV (2006)
- Il commissario Cordier (Commissaire Cordier) – serie TV, 1 episodio (2006)
- L'affaire Villemin, regia di Raoul Peck – miniserie TV (2006)
- La commune – serie TV, 8 episodi (2007)
- Baptêmes du feu, regia di Philippe Venault – film TV (2008)
- Belleville tour, regia di Ahmed Bouchaala e Zakia Tahri – film TV (2008)
- Un village français – serie TV, 3 episodi (2009)
- Suite noire – serie TV, 1 episodio (2009)
- Je, François Villon, voleur, assassin, poète, regia di Serge Meynard – film TV (2010)
- Marion Mazzano – serie TV, 4 episodi (2010)
- Domani mi sposo (Demain, je me marie), regia di Vincent Giovanni – film TV (2010)
- Profiling (Profilage) – serie TV, 1 episodio (2010)
- R.I.S. Police scientifique – serie TV, 1 episodio (2010)
- Longue peine, regia di Christian Bonnet – film TV (2011)
- Une nouvelle vie, regia di Christophe Lamotte – film TV (2011)
- La part des anges, regia di Sylvain Monod – film TV (2011)
- Braquo - serie TV, 5 episodi (2011)
- Alice Nevers - Professione giudice (Alice Nevers: Le juge est une femme) - serie TV, 1 episodio (2012)
- La ballade de Kouski, regia di Olivier Langlois – film TV (2012)
- Léo Mattéï, Brigade des Mineurs – serie TV, 1 episodio (2013)
- Un si joli mensonge, regia di Alain Schwartzstein – film TV (2014)
- Stavisky, l'escroc du siècle, regia di Claude-Michel Rome – film TV (2015)
- Spotless – serie TV, 7 episodi (2015)
- Non hai scelta - Il coraggio di una madre (Une chance de trop), regia di François Velle - miniserie TV (2015)
- Sulle tracce del crimine (Section de recherches) – serie TV, 1 episodio (2016)
- Delitto a Paimpont (L'Inconnu de Brocéliande), regia di Vincent Giovanni – film TV (2016)
- Section Zéro – serie TV, 8 episodi (2016)
- Cherif – serie TV, episodio 4x04 (2017)
- Munch – serie TV, 1 episodio (2017)
- Les innocents, regia di Frédéric Berthe e François Ryckelynck – miniserie TV, 5 episodi (2018)
- Le jour où j'ai brûlé mon coeur, regia di Christophe Lamotte – film TV (2018)
- Delitto a... (Meurtres à...) – serie TV, 1 episodio (2019)
- Le premier oublié, regia di Christophe Lamotte – film TV (2019)
- Faux-semblants, regia di Akim Isker – film TV (2020)

### Regista
- Over iode - cortometraggio (1997)
- Marie, Nonna, la vierge et moi (2000)

## Doppiatori italiani
- Christian Iansante in 36 Quai des Orfèvres, L'ultima missione
- Carlo Scipioni in A Gang Story, Paris Countdown
- Alberto Caneva ne Il cecchino